# کوزون
کوزون (به ترکی آذربایجانی: Kuzun) یک منطقه مسکونی در جمهوری آذربایجان است که در شهرستان قوسار واقع شده است. کوزون ۱۰۹۱ نفر جمعیت دارد.